# Theresienfeld
Theresienfeld ist eine Marktgemeinde mit 4254 Einwohnern (Stand 1. Jänner 2025) im Bezirk Wiener Neustadt in Niederösterreich.

## Geografie

Theresienfeld (Mitte oben) mit seinen planmäßig angelegten Bewässerungskanälen, um 1873 (Aufnahmeblatt der Landesaufnahme)

Theresienfeld liegt im Industrieviertel in Niederösterreich. Die Fläche der Marktgemeinde umfasst 11,42 km² und ist nahezu quadratisch. Nur 0,94 Prozent der Fläche sind bewaldet.

### Gemeindegliederung
Es existieren keine weiteren Ortschaften und Katastralgemeinden außer Theresienfeld.

### Nachbargemeinden
Nördlich Felixdorf, nordöstlich Eggendorf, südlich Wiener Neustadt, westlich Wiener Neustadt (Badner Siedlung) und nordwestlich Wöllersdorf-Steinabrückl.

## Geschichte

### Vor der Gründung
Vor Christi Geburt war das Gebiet Teil des keltischen Königreiches Noricum und gehörte zur Umgebung der keltischen Höhensiedlung Burg auf dem Schwarzenbacher Burgberg, welche Hauptort für das gesamte Nord-Ost-Norikum war.
Später unter den Römern lag das heutige Theresienfeld dann in der Provinz Pannonia.
Das Gebiet zwischen Wiener Neustadt und Sollenau, das damals „Neustädter Hayde“ genannt wurde, war während des Mittelalters und der frühen Neuzeit unbesiedeltes Ödland – karge Steppe auf dem unfruchtbaren Schotterkegel der Piesting. Wegen des Wassermangels konnte es bestenfalls extensiv als Hutweide genutzt werden.
Durch diese „Wüste“ führte die wichtigste Verkehrsachse der Monarchie, die Reichsstraße von Wien nach Triest – die „Triester Straße“, der „Schräge Durchgang“, die spätere Bundesstraße 17, heute die Wiener und Grazer Straße im Ortsgebiet – die schon der Vater Maria Theresias, Kaiser Karl VI., hat ausbauen lassen. Auf ihr erreicht man aus Wien kommend die Theresianische Militärakademie in Wiener Neustadt, die 1752 von Maria Theresia gegründet wurde und „tüchtige Offiziere und rechtschaffene Männer“ hervorbringen sollte.
Man erzählt sich auch, dass in diesem Teil des Steinfeldes häufig Raubüberfälle durch Wegelagerer auf durchfahrende Kutschen erfolgt seien. Vor der Ortsgründung sollen gleich 16 Banditen an einem Tag von kaiserlichen Kürassieren liquidiert worden sein.
Es scheint jedoch, dass im 18. Jahrhundert das Hauptargument zur Gründung einer Kolonie die allgemeine wirtschaftspolitische Tendenz im gesamten Gebiet der Habsburgermonarchie gewesen ist: nämlich die Förderung der Landwirtschaft, die Urbarmachung brachliegender Flächen und dadurch die Erhöhung der Bevölkerungszahl.

### Die Ortsgründung durch Maria Theresia
Die Gründung von Theresienfeld erfolgte 1763 auf Anordnung von Kaiserin Maria Theresia als einzige Ortsgründung der Kaiserin in Österreich. Ziel war es, die Wiener Neustädter Heide landwirtschaftlich zu nutzen. Der Ort wurde als Kolonistendorf geplant, wobei die Siedlung entlang einer Reichsstraße angelegt wurde. Ein 5,3 km langer Kanal, der sogenannte Tirolerbach, wurde von der Piesting bei Wöllersdorf bis in die Ortsmitte geführt, um die notwendige Bewässerung sicherzustellen. Die ersten Siedler stammten überwiegend aus Tirol, was sich noch heute in den Hofnamen widerspiegelt.
Nach Aufhebung der Erbuntertänigkeit in Folge der Revolution von 1848/1849 wurde Theresienfeld 1850 eine eigene Gemeinde.

### Entwicklung nach 1945
Nach dem Zweiten Weltkrieg wurde am 13. Mai 1945 eine provisorische Gemeindevertretung gebildet. Anlässlich des 200. Gründungsjubiläums im Jahr 1963 wurde Theresienfeld zur Marktgemeinde erhoben. In den folgenden Jahrzehnten kam es zu einem starken Strukturwandel, wobei zahlreiche Ackerflächen parzelliert und verbaut wurden, was zu einem erheblichen Bevölkerungszuwachs führte.

### Religionen
Nach den Daten der Volkszählung 2001 sind 61,4 % der Einwohner römisch-katholisch und 6,2 % evangelisch. 4,9 % sind Muslime, 4,7 % gehören orthodoxen Kirchen an und 0,1 % sind israelitisch. 18,2 % der Bevölkerung haben kein religiöses Bekenntnis.

### Bevölkerungsentwicklung
| Theresienfeld: Einwohnerzahlen von 1869 bis 2025    | Theresienfeld: Einwohnerzahlen von 1869 bis 2025 | Theresienfeld: Einwohnerzahlen von 1869 bis 2025 | Theresienfeld: Einwohnerzahlen von 1869 bis 2025 | Theresienfeld: Einwohnerzahlen von 1869 bis 2025 |
| --------------------------------------------------- | ------------------------------------------------ | ------------------------------------------------ | ------------------------------------------------ | ------------------------------------------------ |
| Jahr                                                |                                                  |                                                  |                                                  | Einwohner                                        |
| 1869                                                | 1869                                             |                                                  | 754                                              | 754                                              |
| 1880                                                | 1880                                             |                                                  | 757                                              | 757                                              |
| 1890                                                | 1890                                             |                                                  | 775                                              | 775                                              |
| 1900                                                | 1900                                             |                                                  | 836                                              | 836                                              |
| 1910                                                | 1910                                             |                                                  | 806                                              | 806                                              |
| 1923                                                | 1923                                             |                                                  | 1.018                                            | 1.018                                            |
| 1934                                                | 1934                                             |                                                  | 876                                              | 876                                              |
| 1939                                                | 1939                                             |                                                  | 970                                              | 970                                              |
| 1951                                                | 1951                                             |                                                  | 981                                              | 981                                              |
| 1961                                                | 1961                                             |                                                  | 867                                              | 867                                              |
| 1971                                                | 1971                                             |                                                  | 1.115                                            | 1.115                                            |
| 1981                                                | 1981                                             |                                                  | 1.518                                            | 1.518                                            |
| 1991                                                | 1991                                             |                                                  | 1.963                                            | 1.963                                            |
| 2001                                                | 2001                                             |                                                  | 2.490                                            | 2.490                                            |
| 2011                                                | 2011                                             |                                                  | 2.942                                            | 2.942                                            |
| 2021                                                | 2021                                             |                                                  | 3.947                                            | 3.947                                            |
| 2025                                                | 2025                                             |                                                  | 4.254                                            | 4.254                                            |
| Quelle(n): Statistik Austria, Gebietsstand 1.1.2021 |                                                  |                                                  |                                                  |                                                  |

## Kultur und Sehenswürdigkeiten

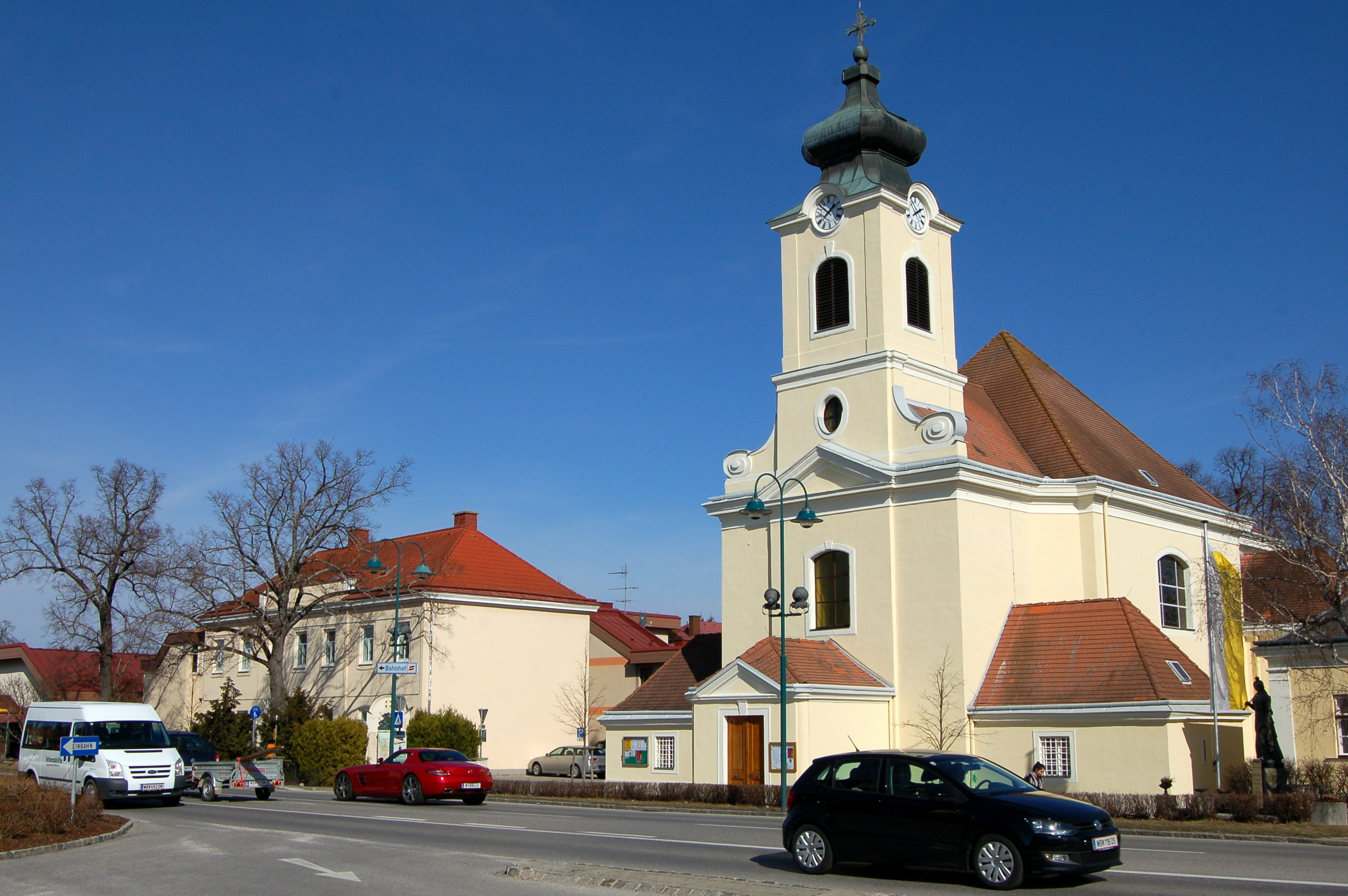
Filialkirche Theresienfeld, links Gemeindezentrum, rechts Pfarrhof und Maria-Theresien-Denkmal

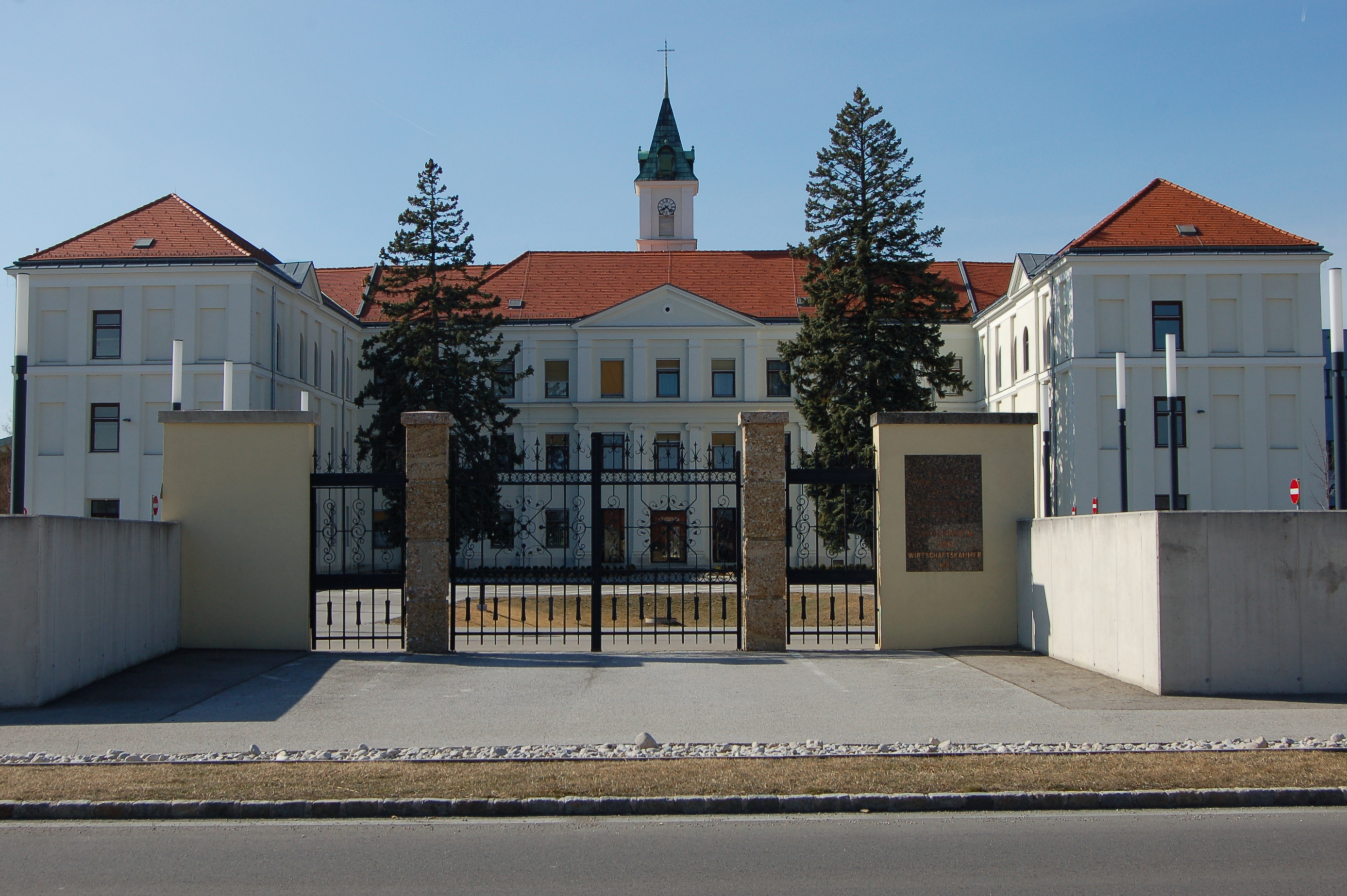
Landesberufsschule Theresienfeld

- Katholische Filialkirche Theresienfeld Heiliges Kreuz
- Landesberufsschule Theresienfeld
- Tirolerbach

## Wirtschaft und Infrastruktur
Nichtlandwirtschaftliche Arbeitsstätten gab es im Jahr 2001 100, land- und forstwirtschaftliche Betriebe nach der Erhebung 1999 21. Die Zahl der Erwerbstätigen am Wohnort betrug nach der Volkszählung 2001 1189. Die Erwerbsquote lag 2001 bei 49,03 Prozent.
Im Ortsgebiet liegt die im Juni 2005 endgültig sanierte Fischer-Deponie.

### Bildung
In Theresienfeld befindet sich eine Volksschule, eine Landesberufsschule und 2 Landeskindergärten.

### Verkehr
- Bahn: Theresienfeld liegt an der Südbahn. Es halten Züge der S-Bahn Linien S3 und S4, wodurch es Richtung Wien und Wiener Neustadt einen Stundentakt gibt.
- Bus: Die Busunternehmen Partsch und ÖBB-Postbus betreiben mit den Verbundlinien 463 und 1155 mit Fahrzielen nach Wiener Neustadt, Baden bei Wien, Felixdorf und Wöllersdorf.
- Auto: Theresienfeld liegt auf der Bundesstraße 17, einer schnellstraßenähnlichen Route. Die Südautobahn A2 ist über die Nordspange erreichbar.

## Politik
Der Gemeinderat hat 23 Mitglieder.
- Mit den Gemeinderatswahlen in Niederösterreich 1990 hatte der Gemeinderat folgende Verteilung: 14 SPÖ, 4 ÖVP und 1 FPÖ.
- Mit den Gemeinderatswahlen in Niederösterreich 1995 hatte der Gemeinderat folgende Verteilung: 14 SPÖ, 3 ÖVP und 2 FPÖ.[6]
- Mit den Gemeinderatswahlen in Niederösterreich 2000 hatte der Gemeinderat folgende Verteilung: 14 SPÖ, 4 ÖVP und 1 FPÖ.[7] (19 Mitglieder)
- Mit den Gemeinderatswahlen in Niederösterreich 2005 hatte der Gemeinderat folgende Verteilung: 15 SPÖ und 6 ÖVP.[8]
- Mit den Gemeinderatswahlen in Niederösterreich 2010 hatte der Gemeinderat folgende Verteilung: 14 SPÖ, 5 ÖVP und 2 FPÖ.[9]
- Mit den Gemeinderatswahlen in Niederösterreich 2015 hatte der Gemeinderat folgende Verteilung: 16 SPÖ, 3 FPÖ und 2 ÖVP.[10]
- Mit den Gemeinderatswahlen in Niederösterreich 2020 hatte der Gemeinderat folgende Verteilung: 13 SPÖ, 3 NET–Bürgerliste Neues Theresienfeld, 3 ÖVP und 2 FPÖ.[11]
- Mit den Gemeinderatswahlen in Niederösterreich 2025 hat der Gemeinderat folgende Verteilung: 12 SPÖ, 7 NET–Bürgerliste Neues Theresienfeld, 3 FPÖ und 1 ÖVP.[12]

### Bürgermeister
- 1945–1947 Michael Bartl[13]
- 1947–1950 Eduard Haiden
- 1950–1950 Heinrich Meihsner
- 1950–1951 Franz Taubländer
- 1952–1965 Franz Krachbüchler
- 1965–1970 Josef Schröfl
- 1970–1973 Johann Uhl
- 1973–1989 Friedrich Puchner
- 1989–2004 Gerhard Barak
- 2004–2018 Theodor Schilcher (SPÖ)[14]
- seit 2018 Ingrid Klauninger (SPÖ)

### Wappen
Blasonierung: Ein goldener Schild, in welchem ein schwarzer, golden nimbierter und ebenso bewehrter rotbezungter Doppeladler schwebt, der in seinen Fängen rechts Schwert und Zepter und links den Reichsapfel trägt. Auf seiner Brust ruht ein von der goldenen Kaiserkrone überhöhter gevierteter Mittelschild mit einem roten, von einem silbernen Querbalken durchzogenen Herzschildchen. Das obere rechte Feld des Mittelschildes ist gespalten und rechts siebenmal von Rot und Silber quer geteilt; in seiner linken roten Hälfte steht auf der golden bekrönten Mittelkuppe eines grünen Dreiberges ein doppeltes silbernes Tatzenkreuz. Das obere linke Feld des Mittelschildes von roter Farbe weist einen goldenen, gekrönten und gewaffneten, doppelschwänzigen, silbernen Löwen auf. Das untere rechte Feld mit roter Randeinfassung ist fünfmal schrägrechts von Blau und Gold geteilt. Im unteren linken Feld von blauer Farbe schweben zwei über zweien und einem, fünf goldene Adler.
Das heutige Marktwappen, das 1924 als Ortswappen der Gemeinde verliehen wurde, scheint seit 1850 im Siegel der Gemeinde auf. Es wurde bis zu diesem Zeitpunkt als Siegeldarstellung der kaiserlichen Domänenverwaltung verwendet. Die Verleihung als Marktwappen erfolgte 1963.

## Persönlichkeiten

### Söhne und Töchter der Gemeinde
- Franz von Uchatius (1811–1881), Waffentechniker
- Franz Kammann (1854–1926), Politiker, Bürgermeister von Wiener Neustadt 1897–1913
- Richard Nitsch (1866–1945), Porträtmaler von Personen aus dem Bauernmilieu
- Karl Semlitsch (* 1944), Offizier
- Juliane Lugsteiner (* 1953), Politikerin

### Personen mit Bezug zur Gemeinde
- Hans Malicky (* 1935), Entomologe

### Ehrenbürger

#### Ehrenringträger
Die Marktgemeinde Theresienfeld hat bis 2006 einen goldenen Ehrenring an verdiente Persönlichkeiten vergeben.
- Anton Irschik – Gemeindepfarrer
- Friedrich Pruckner – Gemeindebuchhalter
- Friedrich Puchner – Bürgermeister
- Adolf Wagner – Geschäftsführender Gemeinderat
- Alfred Janak – langjähriger Gemeinderat
- Gerhard Barak – Bürgermeister
- Rudolf Angerler – Geschäftsführender Gemeinderat
- Theodor Schilcher – Bürgermeister
- Juliane Lugsteiner – Vizebürgermeisterin
- Michael Lauermann – Geschäftsführender Gemeinderat
- Hermann Klauninger – Geschäftsführender Gemeinderat
- Walter Hniliczka – Feuerwehrkommandant

#### Ehrennadelträger
Seit 2022 verleiht die Marktgemeinde Theresienfeld eine goldene Ehrennadel an verdiente Persönlichkeiten.
- Josef Schröfl – Autor der Chronik von Theresienfeld
- Herbert Halbauer – Ortshistoriker
- Bernhard Koschi – Ortshistoriker
- Ilse Rumpler – Gemeindeärztin
- Gerhard Scholz – Feuerwehrkommandant Stellvertreter
- Robert Wahl – Feuerwehrkommandant
- Walter Wöhrer – Amtsleiter
- Mag. Karl Semlitsch – Autor "Im Sturm der Geschichte"[16]